# 2011年神奈川県知事選挙
2011年神奈川県知事選挙（2011ねんかながわけんちじせんきょ）は、2011年（平成23年）4月10日に執行された神奈川県知事を選出するための選挙。第17回統一地方選挙の日程で行われた。

## 概要
現職の松沢成文の任期満了に伴う知事選挙。その松沢は、直前まで3選出馬が有力視されていたが、告示まで既に1か月を切った3月1日、都知事選への出馬を表明。4選不出馬が有力視されていた都知事の石原慎太郎の事実上の後継候補であったが、石原が11日に東京都議会で4選出馬を表明したため、松沢は石原の応援に回り、14日に出馬を取り止めた。結局、県知事選にも立候補せず、2期8年の任期を終えた。
この選挙では、いずれも無所属で、元フジテレビアナウンサーで国際医療福祉大学大学院客員教授の黒岩祐治、前開成町長の露木順一、元保育士で女性団体である新日本婦人の会県本部副会長の鴨居洋子、不動産業の照屋修の4名が立候補した。この内、共産党は前年末の2010年12月27日に、いち早く前回の2007年神奈川県知事選挙にも出馬した鴨居を推薦して独自候補を擁立したが、黒岩と露木は3月16日に出馬表明するなど、予想だにしていなかった松沢の都知事選へ向けた動きにより県知事選は混沌を極め、告示まで残り1週間という所で、ようやく構図が見えた異例の選挙戦となった。
野党の自民党は前年12月、松沢が県知事選に出馬した場合は対抗馬を擁立しない方針を決めていた。しかし、告示まで20日余りでの松沢の都知事選鞍替え出馬に自民県連は混乱。最終的に、元アナウンサーで知名度もある黒岩に出馬要請し、党県連として推薦した。他の党の県組織も同様に混乱が生じていたが、対抗馬擁立も視野に入れていた政権与党の民主党を始め、公明党、連合の各県組織が黒岩を推薦、相乗りした。
みんなの党は他の野党との共闘が予定されていたが、実質、各党相乗りとなった黒岩を推薦せず、徹底した行政改革の実施などで自党のアジェンダ（政策）と合致した露木を推薦した。この他、神奈川ネットワーク運動とネットワーク横浜も露木を推薦し、川崎市長の阿部孝夫や海老名市長の内野優、それに県西部にある13町村全ての町村長などが加わった「有志連合」の支援も受けた。
候補者の一人、照屋は選挙運動や公約の発表、政見放送への参加、選挙公報の提出などを行わなかったため、届け出書類にあった「58歳・本籍地 沖縄県・職業 不動産業」以外の情報は公になっていない。

## 選挙データ

### 告示日
- 2011年（平成23年）3月24日[17]

### 執行日
- 2011年（平成23年）4月10日[17]
- 当日の投票時間帯:
- 期日前投票:3月25日 ～ 4月9日[18]

### 同日選挙
- 神奈川県議会議員選挙（4月1日 告示、任期満了に伴う）[17]
- 相模原市長選挙（3月27日 告示、任期満了に伴う）[17]
- 横浜市議会議員選挙（4月1日 告示、任期満了に伴う）[17]
- 相模原市議会議員選挙（4月1日 告示、任期満了に伴う）[17]

## 立候補者
3月24日の立候補届出締め切りまで立候補を届け出たのは以下の4名である。立候補届け出順 。
| 立候補者                       | 年齢 | 党派                                                                 | 新旧 | 肩書き         |
| ------------------------------ | ---- | -------------------------------------------------------------------- | ---- | -------------- |
| 黒岩祐治 （くろいわ ゆうじ）   | 56   | 無所属 （民主党県連、自民党県連、公明党県本部 推薦）                 | 新   | ジャーナリスト |
| 露木順一 （つゆき じゅんいち） | 55   | 無所属 （みんなの党、神奈川ネットワーク運動、ネットワーク横浜 推薦） | 新   | 開成町長       |
| 鴨居洋子 （かもい ひろこ）     | 66   | 無所属 （共産党 推薦）                                               | 新   | 団体役員       |
| 照屋修 （てるや おさむ）       | 58   | 無所属                                                               | 新   | 不動産業       |

### 選挙のタイムライン
- 2010年12月27日 - 共産党が会見で鴨居の擁立を表明。[5]
- 2010年12月29日 - 自民党は現職の松沢が出馬した場合、対抗馬を擁立しない方針を決定。同党は過去2回の知事選で松沢への対抗馬を擁立している。[7]
- 2011年3月1日 - 3選出馬が有力視されていた松沢が、東京都内で会見を開き都知事選への出馬を表明。[1]
- 2011年3月9日 - 自民党県連が元アナウンサーの黒岩に県知事選への出馬を要請。独自候補擁立も視野に入れていた民主党も出馬要請したことも明らかに。黒岩は、全部の党が一つになれたらという条件のもとでの出馬を示唆。[8]
- 2011年3月14日 - 都知事選への出馬を表明していた松沢が都知事選出馬を撤回。[3]
- 2011年3月16日
  - 黒岩が県庁で会見を開き、正式に出馬を表明。[20]
  - 露木が町議会の全員協議会で出馬の意思を表明。翌17日、県庁で会見を開き正式に出馬表明し、3氏による構図が告示わずか1週間前でようやく固まる。[6]
- 2011年3月17日 - 連合神奈川が黒岩の推薦を決定。[11]
- 2011年3月18日 - みんなの党が露木の推薦を決定。[12]
- 2011年3月22日 - 自民党県連が正式に黒岩を推薦することを決定。[9]
- 2011年3月23日
  - 神奈川ネットワーク運動が露木の推薦を決定。[13]
  - ネットワーク横浜が露木の推薦を決定。[14]
- 2011年3月24日 - 告示。出馬表明していた3氏に加え、照屋が立候補を届け出て、新人4人による争いに。[21]
- 2011年4月10日 - 投開票。

## 選挙結果

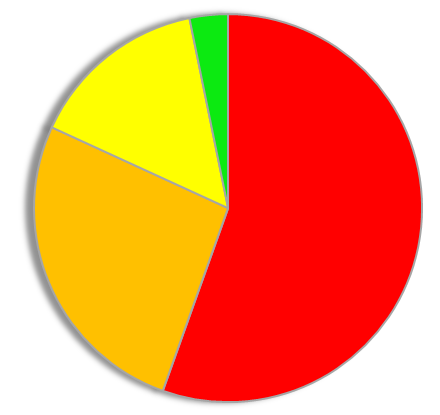
各候補の得票率（得票数の多かった順）

投票率は45.24%で、前回2007年の47.05%を下回り、東日本大震災による自粛ムードもあり、過去2番目に低い投票率であった（前回比 -1.81%）。当日の有権者数は721万7422人であった。
候補者別の得票数の順位、得票数、得票率、惜敗率、供託金没収概況は以下のようになった。供託金欄のうち「没収」とある候補者は、有効投票総数の10%を下回ったため全額没収された。惜敗率は未発表のため暫定計算とした（小数3位以下四捨五入）。
|      | 順位 | 候補者名  | 党派   | 新旧 | 得票数    | 得票率 | 惜敗率 | 供託金 |
| ---- | ---- | --------- | ------ | ---- | --------- | ------ | ------ | ------ |
| 当選 | 1    | ■黒岩祐治 | 無所属 | 新   | 1,728,862 | 55.47% | ----   |        |
|      | 2    | ■露木順一 | 無所属 | 新   | 821,981   | 26.37% | 47.54% |        |
|      | 3    | ■鴨居洋子 | 無所属 | 新   | 466,223   | 14.96% | 26.97% |        |
|      | 4    | ■照屋修   | 無所属 | 新   | 99,751    | 3.20%  | 5.77%  | 没収   |

元アナウンサーの黒岩は、4年間の任期中で200万戸にソーラーパネルを設置する事を公約とした「太陽光で脱原発」のエネルギー革命を提唱し、中盤からは自民党神奈川県連会長の菅義偉の判断を受けて自らがフジテレビで担当していた番組名を連呼する戦術で有権者への浸透を図った。また、自民、民主、公明3党の県組織からも支援を受け、元アナウンサーとしての知名度を生かし、終始優位に選挙戦を展開。みんなの党などが推薦する露木など3氏を圧倒し、異例の短期決戦を制して初当選を果たした。
なお、黒岩は知事就任後の同年9月に発表した「かながわスマートエネルギー構想」ではパネル設置台数を知事選挙で公約として掲げていた「4年間から200万戸」から「4年間で59万戸」と下方修正し、同年10月7日の神奈川県議会予算委員会では「200万戸分は計画停電を起こさないために打ち出した数字で、精査したものではない」「（選挙中は）メッセージ性のために正確さよりもわかりやすさを考えた」と答弁した。委員会後には記者団に「かながわスマートエネルギー構想を新たに出したことで、『4年間で200万戸分』は忘れてほしい。ただ、風力や水力、地熱などを合わせて、（200万戸分を）目指していく思いは変わらない」と理解を求め、県政与党が圧倒的な多数を占める県議会では「修正はやむを得ず、現実的」という意見が大勢とも報じられた。
一方、元開成町長4期としての実務経験を強調し、県と市町村の連携や県行政刷新、知事の給与及びボーナスの削減などを訴えた露木は、今回の統一地方選挙で全国的に躍進し、この知事選挙と同時に行われた県議会議員選挙でも15議席を獲得して第3党になったみんなの党の勢いに加えて、開成町を含む県西部で持つ個人票を背景に善戦した。この県知事選でも得票率89.9%を記録した開成町を含んだ足柄上郡の4町に加え、小田原市・秦野市・南足柄市・足柄下郡3町・中郡二宮町・愛甲郡清川村の13市町村では露木が黒岩を抑えて1位となったが、大票田の横浜市と川崎市ではいずれも黒岩の4割程度しか得票できず、大きな知名度と与野党相乗りによる強力な組織力を持つ黒岩の優位は崩せなかった。
2度目の挑戦となった鴨居は前回同様に共産党からの推薦を受け、福祉制度の充実や在日米軍基地の縮小を訴えたが浸透せず、川崎市川崎区で露木を上回ったのを除けば全ての市区町村で3位にとどまり、総得票数は前回に鴨居自身が獲得した56万1千票あまりから約9万5千票減少した。県議選でも、共産党は相模原市中央区選挙区で唯一の現職候補が落選し、県議会での議席を全て失った。